# Life Investigation Agency
Life Investigation Agency （ライフインヴェスティゲーションエージェンシー、通称LIA（エルアイエー）は、国内外の野生動植物種の保護、愛玩動物の保護、環境に対する犯罪、動物に対する犯罪の調査、および刑事告発をおこなう日本のNGO団体。
モデルで俳優のヤブキレンと、イギリスに本部がある環境保護団体Environmental Investigation Agencyに所属して活動していたメンバーの2名により、2010年に設立される。

## 概要
「人類以外の生物種保存に貢献し、Investigation (調査) を主に行い、その生物種が現在よりも優れた生活を送ることが出来るようにする」ことを目的に掲げており、全メンバーがヴィーガンで構成されている。 
長野県に動物保護施設を設け、殺処分される予定だった動物や犯罪被害にあった動物の保護や飼育、譲渡活動をおこなっている。また、動物に対する犯罪の調査および刑事告発を3,700件以上おこなっており、全国の警察と協力して犯罪者の摘発をおこなっている。
2016年からは、1970年に創設された国際的なNGOドルフィン・プロジェクトと連携し、和歌山県太地町でイルカ追い込み猟や定置網による海洋生物の被害を調査、記録している。
メンバーは日本全国、また海外に点在しており、活動内容は潜入捜査や告発、犯罪者の摘発なども含まれるため、多くの詳細は公開していない。対外的な活動は代表のヤブキレンが担っている。

## 活動
主に日本国内で、場合により海外において以下の活動を主に行なっている：

### 動物保護施設の運営
長野県に「どうぶつ保護施設」を設け、殺処分される予定だった動物達を保護、飼育しているほか、動物に対する犯罪者を摘発した後に、被害にあっていた動物達を警察から委託されて保護飼育、また新たな家族を探す活動を行っている。
2011年3月11日東日本大震災発生直後には、被災した動物のための餌を全国から募り、岩手、宮城県内に持ち込んだ。被災地では、飼い主や居場所を失った犬や猫が徘徊し、避難所生活のために捨てられたペットも多くいたことから、こうした動物を保護する活動を開始。飼育を行いながら、警察や保健所と連携して飼い主探しや新しい飼い主への譲渡を行っている。　
また、2011年3月12日長野県北部地震、2016年4月14日熊本地震、2019年10月台風19号などにおける被災動物の保護も行なっている。

### 動物に関する調査、告発、保護
動物に関連する違法行為に対する主な刑事告発
遠野市が主催している「馬力大会」の出場者を刑事告発
岩手県遠野市が主催している「馬力大会」において、出場者が先端に金属製の金具を付けたロープで馬の顔などを繰り返し殴打したとして「動物愛護法違反」の疑いで岩手県警に刑事告発した。その結果、出場者は岩手地方検察庁に書類送検され（後に不起訴）、遠野市は「馬を叩くなどすることを禁止する」と大会要項を改めた。
多度大社「上げ馬神事」の関係者130人以上を刑事告発
弁護士ドットコムは『「馬を棒で叩く『上げ馬神事』は虐待だ」愛護団体が祭りの関係者を刑事告発　三重・桑名』という記事の中でLife Investigation Agency（LIA）が『「上げ馬神事」は動物愛護法違反の疑いがあるとして、神事の関係者130人超を三重県警に刑事告発した。』事を報じた。
その後、イギリスに本部があるメディアBBCも、LIAの代表であるヤブキと、上げ馬の告発を担当した新田に取材して同様の報道を行っている。
東日本復興予算詐欺事件
2018年8月に日本外国特派員協会で記者会見し、東日本大震災の復興予算を調査捕鯨費などに流用したとして、震災の起きた2011年と2012年に水産庁長官を務めた2名について、詐欺容疑で警視庁に告発状を提出したと発表した。
水戸市動物愛護団体理事長　保護動物虐待事件
2017年12月、茨城県水戸市内の動物保護施設の理事長の男性が猫を叩くなどの暴行を加える様子を撮影した動画をLIAが公開し、動物愛護法違反（虐待）容疑などで県警に刑事告発した。この男性はその後、書類送検され、検察は略式起訴し、男は罰金を支払った。

#### イルカ追い込み猟の監視、調査
米国で設立された国際NGOドルフィン・プロジェクトと連携し、和歌山県太地町で毎年9月1日から2月末まで行われるイルカ追い込み猟の監視、記録や反対活動を行なっている。具体的には、毎朝猟に出る漁船の監視、イルカが追い込まれた際には、コーヴとして知られる畠尻湾の入江で、その一部始終をドルフィン・プロジェクトのフェイスブックでライブ配信するほか、屠殺数や生体捕獲数を記録し、その詳細をSNSやブログで公開している。
イルカ追い込み猟は日本の伝統ではなく、1969年に設立された「太地町立くじらの博物館」向けの生体展示が目的で開始し、世界中の水族館にイルカを輸出するための「生体販売」ビジネスが目的で行われていると主張している。
また、イルカ追い込み猟は、群れを丸ごと捕獲し、屠殺する手法であるため、イルカや海の生態系へのダメージが大きく、直ちに中止する必要があると指摘している。また、イルカの生体販売の需要を無くすために、水族館やイルカショーに行かないことを訴えている。
太地町やその周辺の海のイケスで飼育されるイルカの頭数調査も行なっており、2022年3月に、太地町と那智勝浦町で合計291頭のイルカが飼育されていることを公表している。ドルフィン・プロジェクトは、イルカを世界一保有している町だとしており、狭いイケスでの監禁は、虐待行為に当たると強く非難している。
2019年2月、和歌山県太地町でのイルカ追い込み猟は動物愛護法に違反しているとして、和歌山県知事に対し、地元の漁業者に出した漁業許可を取り消すよう求める訴えを和歌山地裁に起こした。 なお、和歌山地裁は2019年10月、原告側に訴訟を起こす「原告適格」はないとして、訴えを却下した。イルカ猟の許可の根拠となる県の漁業調整規則について、地域住民や動物愛護活動家らの個別的利益まで保護するものではないと指摘している。
2022年1月、代表のヤブキが東洋経済オンラインでイルカ追い込み猟反対の立場から記事の寄稿をおこない、週間アクセスランキング1位を獲得した。追い込み猟反対派の視点による記事としては、日本国内の主要メディアで初めてとされる。

#### 定置網の混獲問題に対する調査
太地町燈明崎沖合に設置された定置網の監視を行い、漁業や魚網による海洋環境に対する悪影響に警鐘を鳴らしている。ウミガメをはじめとする混獲した絶滅危惧種に対する漁師による虐待行為を記録し、公開している。
2020年12月、和歌山県沖の定置網にミンククジラが混獲した際は、ミンククジラの様子を毎日ドローンで撮影して公開し、解放するための運動が世界中で起きた。「ホープ」と名付けられたこのミンククジラは、19日間定置網内に放置して弱らせた後、尾尻をロープで縛り、逆さ吊りにして窒息死させるという残酷な方法で殺された。LIAはこの一部始終を撮影して公開し、世界中の動物愛護団体から批判の声が上がった。英国ボリス・ジョンソン首相が外務省を通して懸念を表明する外交問題に発展している。

#### 告発状や処分通知書の公表
告発したさいの告発状や検察庁から送付された処分通知書をブログなどで一部公開している。なお、その際、事件を担当した者の氏名は公表していない。

### 違法取引されている生物の調査、告発
2010年の設立以来、1,700件以上の日本国内での絶滅危惧種の密売を告発し、警察と共に摘発している。その中には、ヤフーオークションで違法に取引されるベンガルトラや野生動物の毛皮、象牙、剥製などが含まれる。2016年10月に日本外国特派員協会でその事実に対する記者会見を行ない、ヤフーはその後、2019年11月よりヤフオク！での象牙製品の取引を禁止することを発表している。